# Vanadium(II)-fluorid
Vanadium(II)-fluorid ist eine chemische Verbindung der Elemente Vanadium und Fluor. Es ist ein blaues, kristallines Pulver.

## Gewinnung und Darstellung
Vanadium(II)-fluorid kann durch Reduktion von Vanadium(III)-fluorid mit Wasserstoff in einer Fluorwasserstoff-Lösung bei 1150 °C gewonnen werden:
{\displaystyle \mathrm {2\ VF_{3}+H_{2}\longrightarrow 2\ VF_{2}+2\ HF} }

## Eigenschaften

### Physikalische Eigenschaften
Vanadium(II)-fluorid kristallisiert im tetragonalen Kristallsystem in der Raumgruppe P42/mnm (Raumgruppen-Nr. 136) mit den Gitterparametern a = 480,4 pm und c = 323,7 pm.

### Chemische Eigenschaften
Vanadium(II)-fluorid ist ein starkes Reduktionsmittel, das sogar Stickstoff in Anwesenheit von Magnesiumhydroxid zu Hydrazin reduziert.
Es löst sich in Wasser unter Bildung von [V(H2O)6]2+-Ionen:
{\displaystyle \mathrm {V^{2+}+6\ H_{2}O\longrightarrow [V(H_{2}O)_{6}]^{2+}} }